# Occator
Dans la mythologie romaine, Occator (du latin «occatio», hersage) était le dieu du hersage (action de briser les mottes de terre).

## Célébrations
Ce dieu, associé à Cérès,  déesse de l'agriculture, des moissons et de la fertilité, est célébré dans les flamen céréalis, avec onze autres divinités agraires, à l'occasion du rituel du sacrum cereale le 13 décembre.

## Évocation moderne

### Astronomie
Le cratère Occator, situé à la surface de la planète naine Cérès, a été nommé d'après lui. 